# Warmensteinach
Warmensteinach è un comune tedesco di 2 326 abitanti, situato nel land della Baviera.